# Tâlvești
Tâlvești es una localidad rumana de la comuna de Drăguțești, en el condado de Gorj.

## Toponimia
El nombre del lugar puede encontrarse escrito con las grafías Tîlveşti y Tâlvești.

## Historia
Hacia finales del siglo XIX, la localidad, que ya por entonces pertenecía al condado de Gorj, formaba parte de la antigua comuna de Cîrbești y tenía contabilizada una población de 327 habitantes.
En la segunda mitad del siglo XX había pasado a formar parte de la comuna de Drăguțești. En el censo de 2021 la localidad tenía una población de 636 habitantes.